# 源舒
源 舒（みなもと の のぶる）は、平安時代初期から前期にかけての公卿。嵯峨源氏、参議・源明の長男。官位は正四位下・参議。西七条宰相と号す。

## 経歴
仁明朝において、蔵人を務めたのち、承和14年（847年）无位から従五位下に直叙される。文徳朝では、斉衡2年（855年）美濃権守、天安2年（858年）雅楽頭を歴任する。
同年8月に清和天皇が践祚し、9月に新体制に向けた任官が行われると左兵衛権佐に任ぜられ、同年11月の清和天皇の即位に伴い従五位上に叙せられる。清和朝では、貞観5年（863年）左近衛少将、貞観10年（868年）左近衛中将、貞観13年（871年）蔵人頭、貞観16年（874年）右大弁と文武の要職を兼ねる一方で、貞観6年（864年）正五位下、貞観9年（867年）従四位下、貞観15年（873年）に従四位上と順調に昇進を果たす。清和朝末の貞観17年（875年）には参議に任ぜられ公卿に列した。またこの間の貞観14年（872年）には、渤海国大使・楊成規らが平安京に入京した際、勅使として鴻臚館に赴き、渤海国王・大玄錫の親書及び献上品の虎・豹・熊の毛皮と蜜などを実検し受け取っている。
元慶元年（877年）に正四位下・左大弁に叙任され、陽成朝でも引き続き近衛中将に大弁と文武の顕職を務める。元慶3年（879年）に官人の給与に充てるために畿内諸国に計4000町の官田が設置（元慶官田）された際には、山城国班田使を務める。
元慶5年（881年）2月に左大弁を去り、9月には左近衛権中将から右衛門督に転じたのち、同年11月29日薨去。享年54。最終官位は参議正四位下行右衛門督兼讃岐守。

## 官歴
注記のないものは『六国史』による。
- 承和12年（845年） 正月：蔵人[4]
- 承和14年（847年） 2月：辞蔵人[4]
- 承和15年（848年） 正月7日：従五位下（直叙）
- 斉衡2年（855年） 正月15日：美濃権介
- 天安2年（858年） 4月2日：雅楽頭。9月14日：左兵衛権佐。11月7日：従五位上
- 貞観2年（860年） 12月30日：次侍従
- 貞観5年（863年） 2月10日：左近衛少将
- 貞観6年（864年） 正月7日：正五位下。正月16日：兼備中権守
- 貞観8年（866年） 正月13日：兼近江権介
- 貞観9年（867年） 正月7日：従四位下
- 貞観10年（868年） 5月26日：左近衛中将[5]
- 貞観12年（870年） 正月25日：兼備中権守
- 貞観13年（871年） 3月：蔵人頭[4]
- 貞観15年（873年） 正月7日：従四位上
- 貞観16年（874年） 正月15日?：止備中権守[5]。2月29日：兼右大弁、左近衛中将如元[5]
- 貞観17年（875年） 9月7日：参議、去中将
- 貞観18年（876年） 正月14日：兼伊予権守。2月15日：兼近江権守
- 貞観19年（877年） 正月3日：正四位下。2月29日：兼左大弁
- 元慶2年（878年） 正月11日：兼左近衛権中将、兼官如元
- 元慶4年（880年） 正月11日?：止近江権守[5]
- 元慶5年（881年） 2月15日：兼讃岐守、止弁[4]。7月16日：兼右衛門督、止中将[4]。11月29日：薨去（参議正四位下行右衛門督兼讃岐守）

## 系譜
『尊卑分脈』による。
- 父：源明
- 母：橘時子 - 橘氏公の娘
- 生母不明の子女
  - 男子：源善
  - 男子：源元
  - 男子：源実
  - 男子：源厳